# 孙照寰
孙照寰（1916年—1982年），男，山东安丘人，中华人民共和国政治人物，曾任中央监委驻一机部监察组组长，中国科学技术协会书记处书记。

## 生平
1980年3月15日，中国科学技术协会第二次全国代表大会在北京召开，会议选出第二届全国委员会，其被选为书记处书记（至1982年7月）。